# Odessos
Odessos (Grieks: Ὀδησσός) was een in de 6e eeuw v.Chr. (ongeveer 570 v.Chr.) door Miletische kolonisten in de buurt van een reeds bestaande Thracische nederzetting gestichte stad.
Tegenwoordig is het de locatie van het moderne Varna. Toen ze daarheen verhuisden, waren de kolonisten uit Klein-Azië op zoek naar een gemakkelijke ankerplaats met beschutting tegen wind.
In het verleden zochten historici tevergeefs naar de locatie van de oude stad, en velen van hen geloofden dat deze zich in het noordelijke deel van de Zwarte Zee bevond. Daarom is de huidige stad Odessa hiernaar vernoemd. Later werd duidelijk dat de oude nederzetting in het noordwestelijke deel van de Baai van Varna lag.
De naam Odessos was mogelijk pre-Grieks. De stad was voorzitter van de Pontische Pentapolis, bestaande uit Odessos, Thomis, Calatis, Mesembria en Apollonia. Odessos werd bewoond door een etnisch gemengde gemeenschap. Het lag in een contactgebied tussen de Ionische Grieken en de Thracische stammen (Getae, Crobizi, Therisi) uit het achterland.
Tegen het midden van de 4e eeuw v.Chr. werd ter verdediging een stenen muur om Odessos gebouwd. De stad werd in 341 v.Chr. belegerd door Philippus II van Macedonië, en in 313 v.Chr. door Lysimachus.
Toen de Romeinen de Balkan binnenvielen, sloot het volk van Odessa zich aan bij de koningen van Pontus, eerst met Pharnaces I en vervolgens met een van zijn opvolgers, Mithridates VI, om het Romeinse rijk te weerstaan. Uiteindelijk werd de stad, net als andere polissen langs de Zwarte Zee, veroverd door de Romeinen.
Na 12 jaar werd Odessos onderdeel van de provincie Moesië (later Moesia inferior). Het genoot bepaalde privileges en zelfbestuur, net als de andere polissen van de Zwarte Zee. Vanaf de tijd van keizer Domitianus tot het bewind van Gordianus III had Odessos het recht om zijn eigen bronzen munten te slaan. De handel was levendig, goederen werden geïmporteerd uit de nederzettingen langs de Zee van Marmara en de Egeïsche Zee, die vervolgens werden vervoerd naar Marcianopolis, Abritus, Nicopolis ad Istrum, enz.

## Archeologische opgravingen
De uitgevoerde archeologische opgravingen brachten overblijfselen aan het licht van oude openbare gebouwen en voorzieningen. In het zuidoostelijke deel van de stad waren er grote thermale baden met een oppervlakte van 7,5 decares, evenals verschillende kleinere baden, een theater, een gymnasion en een palaistra voor het beoefenen van sport, tempels, talloze werkplaatsen voor het maken van aardewerk, brons, enz.